# László Kaszás Kaszner
László Kaszás Kaszner (Budapest, 18 de febrer de 1938) fou un futbolista hongarès de la dècada de 1960.

## Trajectòria
Començà la seva carrera al Vasas SC de Budapest, va marxar del seu país després de la invasió russa, aprofitant un partit del seu club a Alemanya. És traslladà a Barcelona on estaven els seus amics hongaresos Kubala i Kocsis, No va debutar en el FC Barcelona, per una sanció de la UEFA al marxar del seu país. Va jugar alguns partits amistosos marcant un total de 5 gols. Dos anys més tard fitxà pel Reial Madrid on tampoc jugà cap partit de lliga. El 1960 fou cedit al Racing de Santander, on va deixar un gran record, i un any més tard fitxà pel Venezia de la lliga italiana. Un any més tard retornà a la lliga espanyola per jugar primer al CE Constància, i el 1963 al RCD Espanyol. Un cop abandonà l'Espanyol jugà dues temporades a la UE Lleida, i amb una breu estada a la North American Soccer League acabà la seva carrera al Terrassa FC.